# Tilques
Tilques (flämisch: Tilleke) ist eine französische Gemeinde mit 1.063 Einwohnern (Stand: 1. Januar 2022). Sie gehört zur Region Hauts-de-France, zum Département Nord, zum Arrondissement Saint-Omer und zum Kanton Saint-Omer.

## Geographie
Tilques liegt etwa fünf Kilometer nordnordwestlich von Saint-Omer. Die Gemeinde ist Teil des Regionalen Naturparks Caps et Marais d’Opale.
Tilques wird umgeben von den Nachbargemeinden Serques im Nordwesten und Norden, Saint-Martin-lez-Tatinghem im Nordosten, Salperwick im Südosten und Süden sowie Zudausques im Südwesten.

## Bevölkerungsentwicklung
| Jahr                       | 1962 | 1968 | 1975 | 1982 | 1990 | 1999 | 2006 | 2013 |
| -------------------------- | ---- | ---- | ---- | ---- | ---- | ---- | ---- | ---- |
| Einwohner                  | 766  | 751  | 696  | 776  | 900  | 947  | 1036 | 1109 |
| Quellen: Cassini und INSEE |      |      |      |      |      |      |      |      |

## Sehenswürdigkeiten

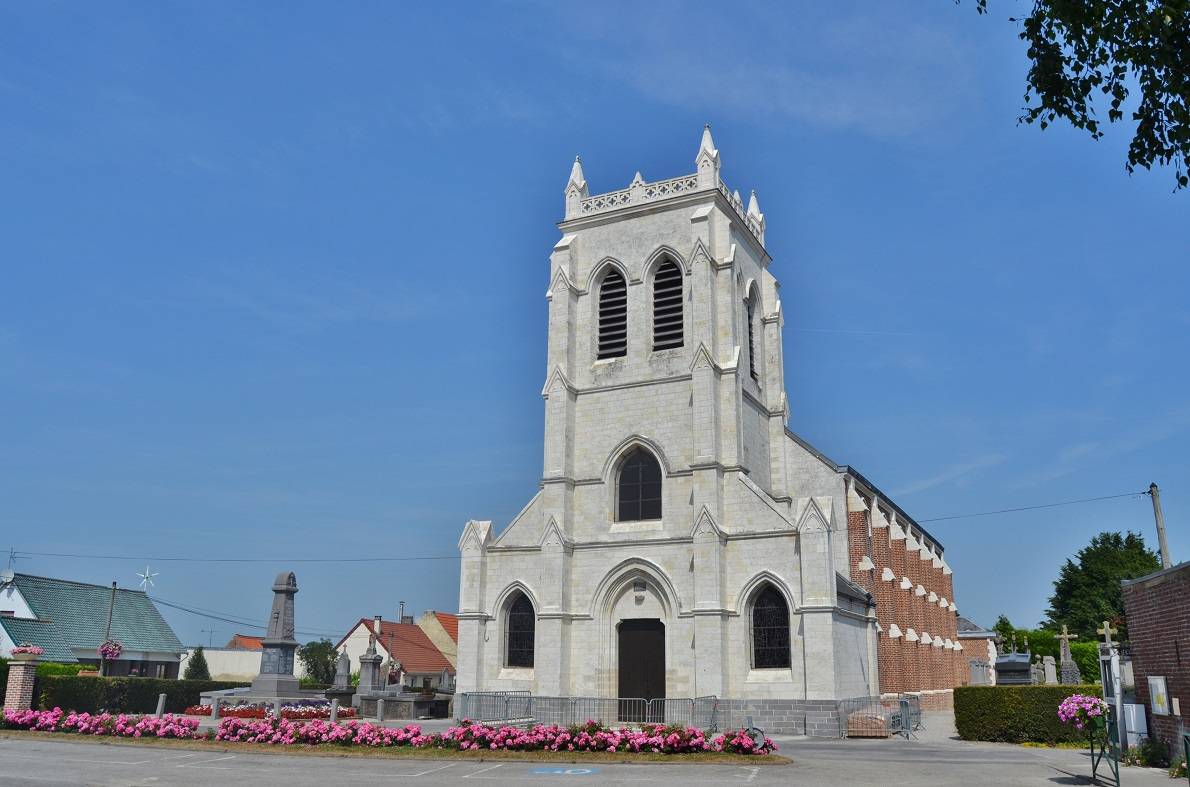
Kirche Le Sacré-Cœur
- Kirche Saint-Martin
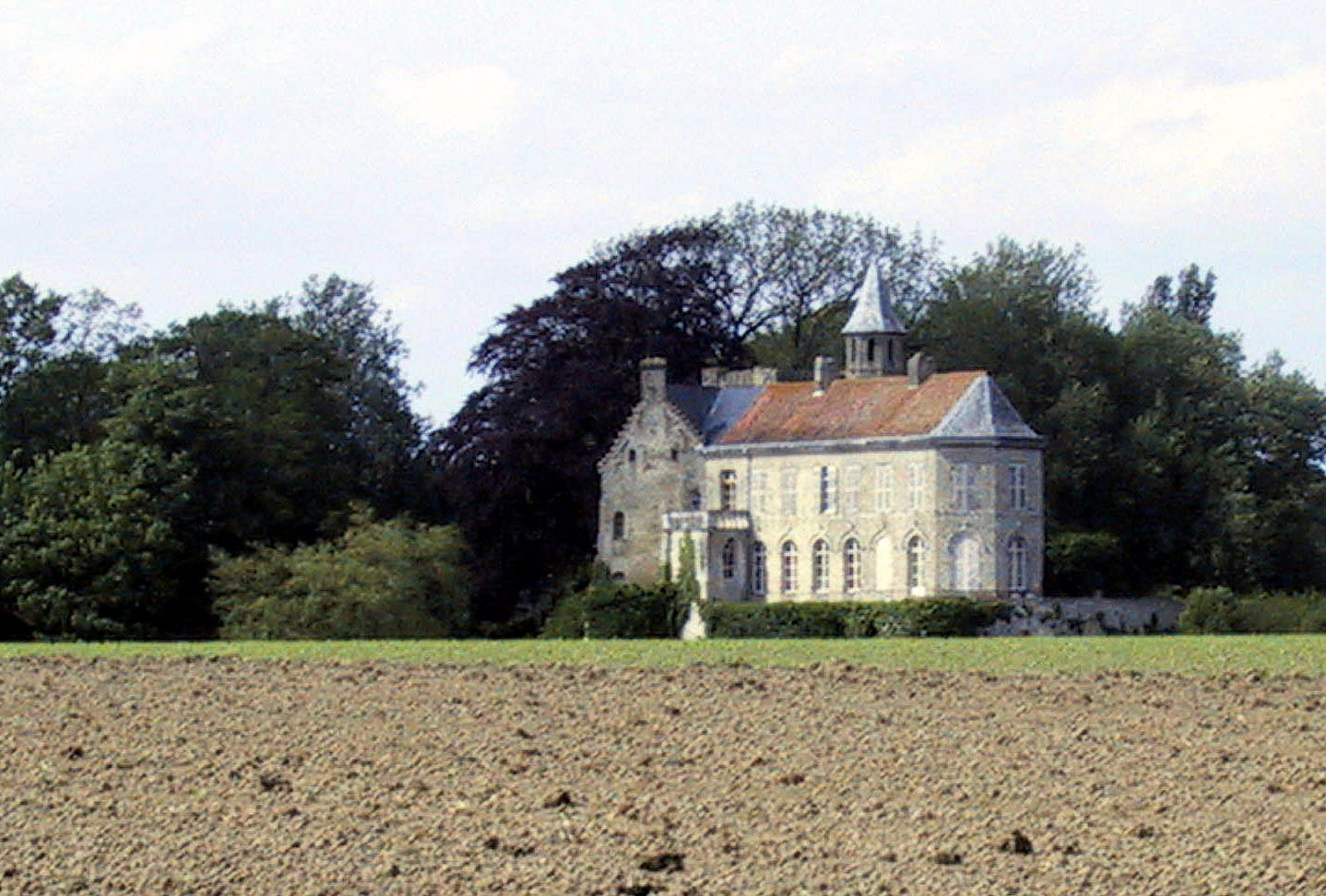
Schloss Écou, Monument historique
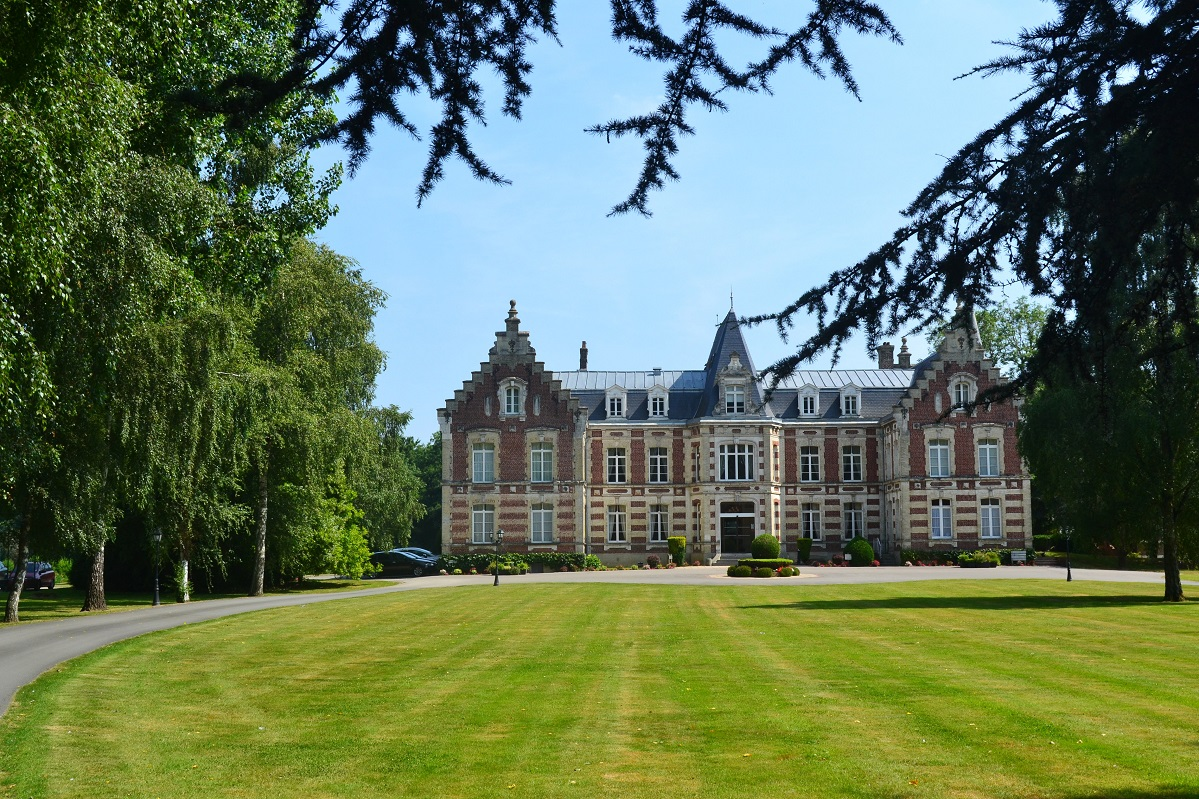
Schloss Le Hocquet

- Kirche Le Sacré-Cœur
- Schloss Écou
- Schloss Le Hocquet